# Video Chess
Video Chess es un videojuego de ajedrez para Atari 2600 programado por Larry Wagner y Bob Whitehead y lanzado por Atari en 1979. Ambos programadores más tarde desarrollaron juegos para Activision.

## Desarrollo
La caja artística de la primera tirada de producción del Atari Video Computer System (o VCS, más tarde conocido como Atari 2600) presentaba una pieza de ajedrez, a pesar de que Atari en ese momento no estaba contemplando el diseño de un juego de ajedrez. Un hombre de Florida supuestamente demandó a Atari por el arte de la caja; sin embargo, en una entrevista, el programador de Video Chess Bob Whitehead dijo que no estaba al tanto de tal demanda.
Al principio, la idea de ajedrez en el Atari 2600 se consideró imposible debido a las limitaciones de la tecnología en ese momento. Por ejemplo, Atari tuvo que superar las limitaciones de sprites; el Atari 2600 solo era capaz de mostrar tres sprites en una fila, o seis (como en Space Invaders) con la programación correcta. El tablero de ajedrez estándar de ocho piezas excedió esta limitación. Para rectificar esto, Bob Whitehead desarrolló una técnica conocida como "Persianas venecianas" donde la posición de cada elemento cambia cada línea de escaneo; esto permite ocho o más sprites en una fila. Además, Atari desarrolló un cartucho ROM con conmutación de bancos de memoria para prototipos anteriores de Video Chess que tenían un tamaño superior a cuatro kilobytes, sin embargo, la versión lanzada terminó encajando con el tamaño estándar de 4 K. Esta tecnología se usó más tarde para otros títulos de Atari 2600.

## Jugabilidad
El juego se juega desde una perspectiva general. El jugador usa un cursor "x" para seleccionar y mover piezas, en lugar de usar la notación algebraica de ajedrez. Si un intento de movimiento es ilegal, se emite un sonido de advertencia y el movimiento no se realiza. Si el interruptor de la derecha se establece en A, la computadora se reproduce en blanco; al ponerlo en B deja que el jugador juegue en blanco. Con el interruptor de la izquierda, al seleccionar A se puede configurar el tablero según le plazca al jugador, mientras que al seleccionar B se configura el tablero para un juego de ajedrez reglamentario.
Hay ocho niveles de dificultad diferentes, y el jugador de la computadora toma una cantidad de tiempo variable para determinar sus movimientos para cada nivel. La duración aproximada del tiempo oscila entre diez segundos (nivel 8, para principiantes) hasta diez horas (nivel 7).

## Recepción
Video Chess fue revisado por la revista Video en su columna "Arcade Alley", donde fue elogiado como "una recompensa para los propietarios de Atari" y un juego que incluso los jugadores de ajedrez básicos "deberían encontrar gratificante durante muchas horas de diversión". Los revisores expresaron su sorpresa de que la jugabilidad se limitara a un solo jugador, y tomaron nota de la alta etiqueta de precio minorista del juego de US$ 40, pero elogiaron la codificación del juego que hacía controles para evitar movimientos ilegales, y que incluía un número de conceptos de ajedrez más avanzados como el enroque y captura al paso, que aún no se habían convertido en estándar en todos los videojuegos de ajedrez.: 77 

## Errores
Una característica de los dos niveles más difíciles (6 y 7) es que los movimientos prospectivos del jugador de la computadora se muestran mientras está "pensando": en niveles más sencillos la pantalla se borra en un color sólido, pero cambiante. Sin embargo, en estos dos niveles, el jugador de la computadora a veces no devuelve una pieza a su posición original, lo que hace que realice más de un movimiento por turno.